# Drahomíra Stránská
Drahomíra Stránská (8. prosince 1899 Praha – 24. srpna 1964 Praha) byla přední československá etnografka a pedagožka. Působila v Náprstkově muzeu, v Národním muzeu či na Univerzitě Karlově v Praze.

## Životopis

### Začátky
Narodila se v Praze na Královských Vinohradech jako mladší ze dvou dětí. Jejím otcem byl akademický sochař a kameník František Stránský (1869 - 1901) a matkou publicistka a propagátorka ženského hnutí Olga Stránská (1873-1927). Její babička Karla Absolonová-Bufková proslula jako politička a sběratelka moravských pohádek a pověstí. Po předčasném úmrtí manžela se Olga Stránská roku 1902 odstěhovala s malými dětmi Drahomírou a Antonínem na venkov, kde malá Drahomíra poznala odkaz svých předků (Jindřich Wankel, Karel Absolon), ale brzy se vrátili do Prahy, kde matka pracovala v kanceláři Ústředního spolku českých žen a České strany pokrokové, stála při založení Ústředí Ochrany matek a dětí v Praze.
V roce 1918 Drahomíra absolvovala s vyznamenáním Městské reálné gymnázium Krásnohorská (dříve Minerva) v Praze II. Pštrossova ulice. V tomtéž roce začala studovat na Filosofické fakultě Univerzity Karlovy obor slovanské a románské jazyky a literaturu. Na univerzitě se začala hlouběji věnovat národopisu.
Už za studií sesbírala a odborně rozebrala přes 100 lidových písní ze Slovenska, které pak odevzdala Ústavu pro lidovou píseň československou. Již za studií také od roku 1923 začala pracovat v Národopisném oddělení Národního muzea.

### Kariéra
Jako vynikající studentka odjela v roce 1925 se stipendiem Království Jugoslávie na letní semestr na univerzitu do Bělehradu. Na základě jugoslávského pobytu pak publikovala studii o jihoslovanských muzeích. Zároveň seznamovala jugoslávské kolegy s českým národopisem. Od roku 1928 začala nastálo pracovat v Národopisném oddělení Národního muzea. Od roku 1932 byly správkyní oddělení. Tentýž rok se stala docentkou slovanského národopisu.
Ve třicátých letech se podílela na řadě výstav, třeba Slovenské Tatry – kraj a lid (1933), Lidová víra a umění (1934), Lidové umění Dalmácie (1934), Durmitor (1935) nebo Bulharsko – země a lid (1938).
Po začátku druhé světové války v roce 1940 Stránská nuceně opustila národopisné oddělení muzea, protože v čele měl stát říšský Němec. Od roku 1941 pracovala v Náprstkově muzeu. Na konci války v roce 1944 byla výměrem pracovního úřadu odvolaná k dělnické práci (totálně nasazena), po skončení války se v srpnu 1945 opět vrátila do muzea. Po sporu ohledně oprávněnosti odvolání z vedení Národopisného oddělení Národního muzea se Stránská do jeho čela vrátila v roce 1947. Začala chystat výstavy a zároveň působila jako pedagožka na Filosofické fakultě UK.
Národní muzeum Stránská opustila v roce 1951, dál však působila na FF UK, kde byla docentkou na katedře etnografie a folkloristiky a jako členka výboru Národopisné společnosti československé. Své kariéře obětovala rodinný život, zůstala svobodná a osamělá.

## Dílo a význam
Stránská ve svých pracích formou základního výzkumu systematicky zpracovala zejména lidový oděv, její kniha Lidové kroje v Československu (I. díl vydán r. 1949) zůstává dodnes jejím nejcennějším dílem a fundamentem pro další bádání, ve které již po roce 1951 nepokračovala, na její muzejní odkaz navázaly Alena Plessingerová a Jiřina Langhammerová. Věnovala se mimo jiné také lidové písni, či lidové architektuře Slovenska. Vydala 12 knih a publikovala na dvě stovky etnografických statí. V muzeu se podílela na záchraně a akvizicích významných artefaktů lidového umění a kultury, zejména z Moravy, Slezska a Slovenska. Uspořádala několik výstav, k nejvýznamnějším patřila Bulharsko - země a lid (1938), doplněná v roce 1950. Právem byla nazvána První dámou českého národopisu 20. století.